# Renzhuang Shuiku
Renzhuang Shuiku är en reservoar i Kina. Den ligger i provinsen Shanxi, i den norra delen av landet, omkring 250 kilometer söder om provinshuvudstaden Taiyuan. Trakten runt Renzhuang Shuiku består till största delen av jordbruksmark.
Genomsnittlig årsnederbörd är 637 millimeter. Den regnigaste månaden är juli, med i genomsnitt 182 mm nederbörd, och den torraste är december, med 3 mm nederbörd.